# Vinko Jelovac
Vinko Jelovac, né le 18 septembre 1948 à Osijek, dans la République socialiste de Croatie, est un ancien joueur croate de basket-ball, évoluant au poste de pivot. Il est devenu entraîneur à la fin de sa carrière de joueur.

## Carrière

### Palmarès
- Finaliste des Jeux olympiques 1976
- Champion du monde championnat du monde 1970
- Finaliste du championnat du monde 1974
- Finaliste du championnat d'Europe 1969
- Finaliste du championnat d'Europe 1971
- Champion d'Europe 1973
- Champion d'Europe 1975
- Champion d'Europe 1977